# Zell (Kirchberg im Wald)

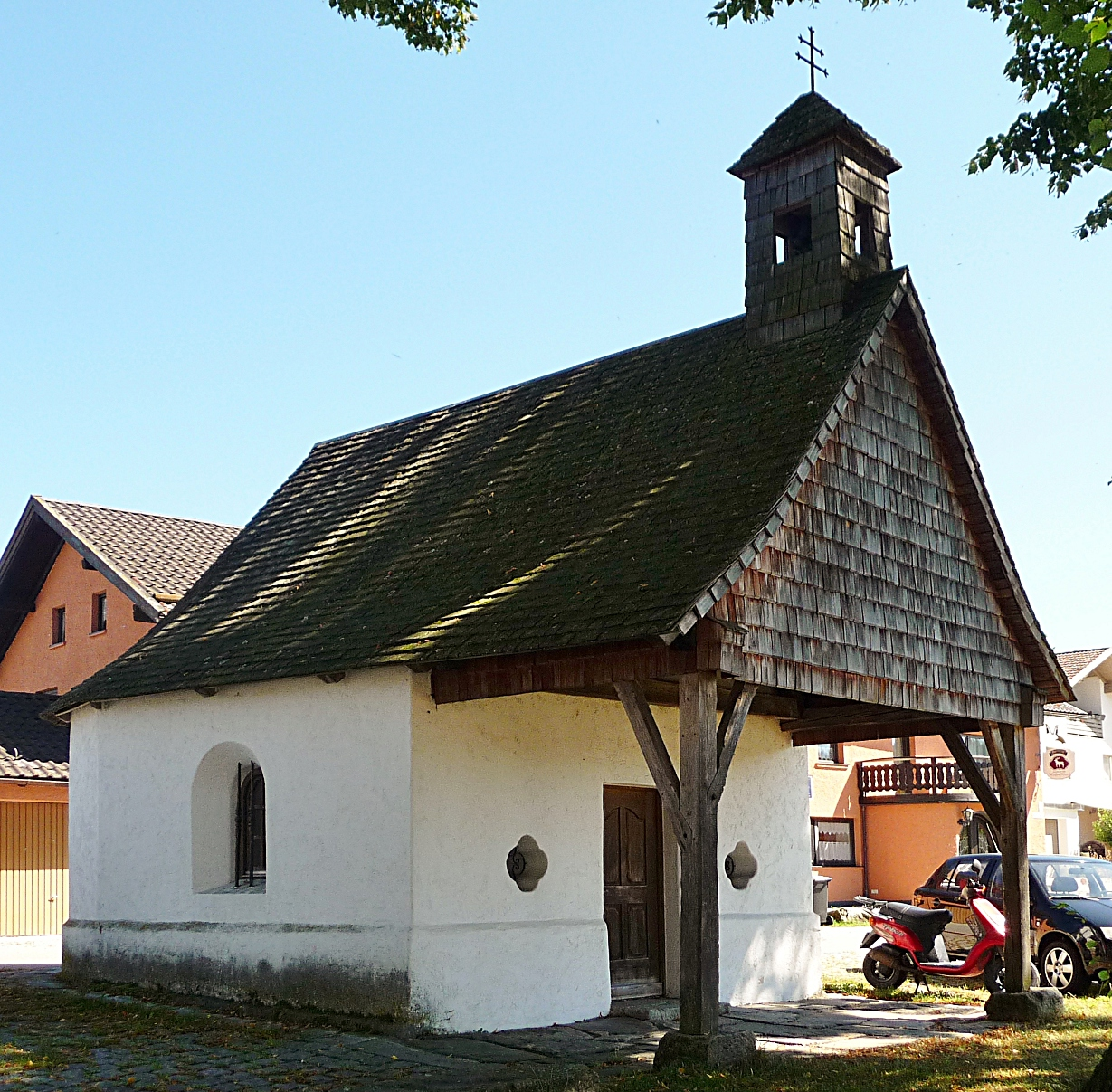
Die Dorfkapelle

Zell ist ein Gemeindeteil der Gemeinde Kirchberg im Wald im niederbayerischen Landkreis Regen. Die Gemeinde Zell bestand bis zum 31. Dezember 1975.

## Lage
Das Kirchdorf Zell liegt im Bayerischen Wald zwischen Kirchberg im Wald und Bischofsmais.

## Geschichte
Der Ort, wohl die Gründung eines Eremiten aus der Zeit der Anfänge der Besiedelung, kam früh zur Schlossauer Herrschaft und hatte noch vom 4. April 1821 bis 9. September 1828 Patrimonialgerichts- und Hofmarksrechte. In diesen Herrschaftsbereich gehörten auch Dösingerried und Höllmannsried. 1732 verlieh  der damalige Schlossherr von Au und March Johann Freiherr von Donnersberg seinen Untertanen zu Zell das Erbrecht auf ihre Güter. 1821 erwarb der Reichsrat von Montgelas von dem Vorbesitzer Alois Freiherr von Hafenbrädl die Hofmarken March und Zell und verkaufte diese 1828 an den Staat. Auch von den Kriegsnöten blieb die kleine Gemarkung nicht verschont und die Überlieferung berichtet, dass in Zell nur eine Person die Pest überstanden hat. Im April 1914 äscherte ein Schadenfeuer acht Anwesen ein.
Die einstige Gemeinde entstand 1830 durch das Zusammenlegen der 1821 gebildeten Gemeinden Reichertsried und Zell. Alle Orte gehören seelsorgerisch seit jeher zur Pfarrei Kirchberg im Wald. Der letzte Bürgermeister der Gemeinde war Martin Maier, der seit 1960 amtierte. Er residierte in einem Raum über dem Feuerwehrhaus, der als Gemeindekanzlei diente. Mitte der 1960er Jahre wurde die Kirche erbaut, 1967 erfolgte trotz heftiger Auseinandersetzungen die Auflösung der Schule. 
Neun Jahre später gab es kaum Widerstand gegen die Eingemeindung von Zell nach Kirchberg im Wald im Rahmen der Gebietsreform. Am 21. November 1975 stimmte der Gemeinderat dem Eingemeindungsvertrag zu. Zum 1. Januar 1976 wurde die Gemeinde Zell in die Gemeinde Kirchberg im Wald eingegliedert. Sie hatte zum Zeitpunkt der Auflösung eine Fläche von 1852 Hektar und 880 Einwohner. Gemeindeteile waren außer Zell Dösingerried, Ebertsried, Reichertsried, Höllmannsried, Dornhof, Gfradert, Kleinloitzenried, Ottenberg, Schleeberg und Voglmühle.

## Sehenswürdigkeiten
- Filialkirche St. Josef. Sie wurde 1963 bis 1966 nach den Plänen von Alfons Hornsteiner als Schulkapelle errichtet. Im Jahre 2009 wurde eine Außenrenovierung durchgeführt.
- Dorfkapelle. Sie wurde 1733 von Georg Eiglmeier, Wirt in Zell, erbaut und zuletzt 1993 renoviert.

## Bodendenkmäler
Siehe: Liste der Bodendenkmäler in Kirchberg im Wald

## Vereine
- Freiwillige Feuerwehr Zell
- Eissport Verein Zell
- Schnupfer Club Zell
- Fischerei Verein Zell